# Vârlezi (gmina)
Vârlezi – gmina w Rumunii, w okręgu Gałacz. Obejmuje miejscowości Crăiești i Vârlezi. W 2011 roku liczyła 2001 mieszkańców. 